# Dawei (köping)
Dawei (kinesiska: 大为镇, 大为) är en köping i Kina. Den ligger i provinsen Sichuan, i den sydvästra delen av landet, omkring 160 kilometer sydväst om provinshuvudstaden Chengdu. Antalet invånare är 11 961. Befolkningen består av 5 659 kvinnor och 6 302 män. Barn under 15 år utgör 14,0 %, vuxna 15-64 år 68 %, och äldre över 65 år 16,0 %.
Genomsnittlig årsnederbörd är 1 487 millimeter. Den regnigaste månaden är juli, med i genomsnitt 349 mm nederbörd, och den torraste är december, med 12 mm nederbörd.